# Équivalence de Morita
En algèbre, et plus précisément en théorie des anneaux, l'équivalence de Morita est une relation entre anneaux. Elle est nommée d'après le mathématicien japonais Kiiti Morita qui l'a introduite dans un article de 1958.
L'étude d'un anneau consiste souvent à explorer la catégorie des modules sur cet anneau,. Deux anneaux sont en équivalence de Morita précisément lorsque leurs catégories de modules sont équivalentes. 
L'équivalence de Morita présente surtout un intérêt dans l'étude des anneaux non commutatifs. En effet, l'équivalence de Morita entre anneaux commutatifs coïncide avec l'isomorphisme de ces anneaux. La notion a inspiré des constructions similaires en théorie des topos et dans l'étude des C*-algèbres, parfois également appelées équivalences de Morita dans ces contextes.

## Définition
Soit {\displaystyle R} et {\displaystyle S} deux anneaux, alors les propriétés suivantes sont équivalentes :
- {\displaystyle R} et {\displaystyle S} sont équivalents au sens de Morita ;
- La catégorie des {\displaystyle R}-modules à gauche est équivalente à la catégorie des {\displaystyle S}-modules à gauches ;
- La catégorie des {\displaystyle R}-modules à droite est équivalente à la catégorie des {\displaystyle S}-modules à droite ;
- {\displaystyle R} est isomorphe à l'anneau des endomorphismes d'un générateur dans la catégorie des {\displaystyle S}-modules (à droite ou à gauche) ;
- {\displaystyle S} est isomorphe à l'anneau des endomorphismes d'un générateur dans la catégorie des {\displaystyle R}-modules (à droite ou à gauche).

## Exemples
- Deux anneaux isomorphes sont a fortiori équivalents au sens de Morita ;
- Soit {\displaystyle R} un anneau (avec unité), et {\displaystyle M_{n}(R)} l'anneau des matrices carrées à coefficients dans {\displaystyle R}. Alors pour tout {\displaystyle n>0} {\displaystyle R} et {\displaystyle M_{n}(R)} sont équivalents[4].

## Propriétés
- De nombreuses propriétés sont préservées par l'équivalence de Morita, comme le fait d'être simple, semi-simple, noethérien, artinien.
- En revanche, d'autres propriétés importantes ne sont pas préservées par l'équivalence : le fait d'être commutatif, local, réduit, ou intègre par exemple.
- Si deux anneaux sont équivalents, alors leurs centres sont isomorphes (et a fortiori, équivalents) ;
- Si deux anneaux {\displaystyle R,S} sont équivalents, alors {\displaystyle R/J(R)} et {\displaystyle S/J(S)} sont équivalents, où {\displaystyle J} désigne l'idéal de Jacobson.
- Si deux anneaux sont équivalents, alors il y a une équivalence entre leurs catégories de modules projectifs.